# サマルカンド州
座標: 北緯39度50分 東経66度15分 / 北緯39.833度 東経66.250度
サマルカンド州（ウズベク語: Samarqand viloyati、ロシア語: Самаркандская область）は、ウズベキスタンの地方行政区画。ウズベキスタン中央部のザラフシャン川流域に位置し、ナヴォイ州、ジザフ州、カシュカダリヤ州のほか、タジキスタンに隣接する。

## 概要
サマルカンド州は14の地区に分けられる。州都のサマルカンド（人口36.8万人）のほか、主要都市としてブルングル、ジュマ、イシュティハン、カッタクルガン、ウルグト、アクタシュがある。
気候は典型的な大陸性気候である。主要な農業生産物は綿花、穀物、ワイン、養蚕である。
大理石、花崗岩、石灰岩、方解石、チョークといった建築資材を産出する。工業部門では金属加工、食品加工、繊維、窯業が盛んである。
州内の鉄道の総延長は400km、舗装道路の総延長は4,100kmに達する。
サマルカンドは、首都タシュケントに次いで、国内2番目の経済的、文化的中心都市であり、ウズベキスタン共和国科学アカデミーの考古学研究所も置かれている。サマルカンドは、ユネスコの世界遺産にも登録されており、重要な観光資源となっている。

## 地方行政区画

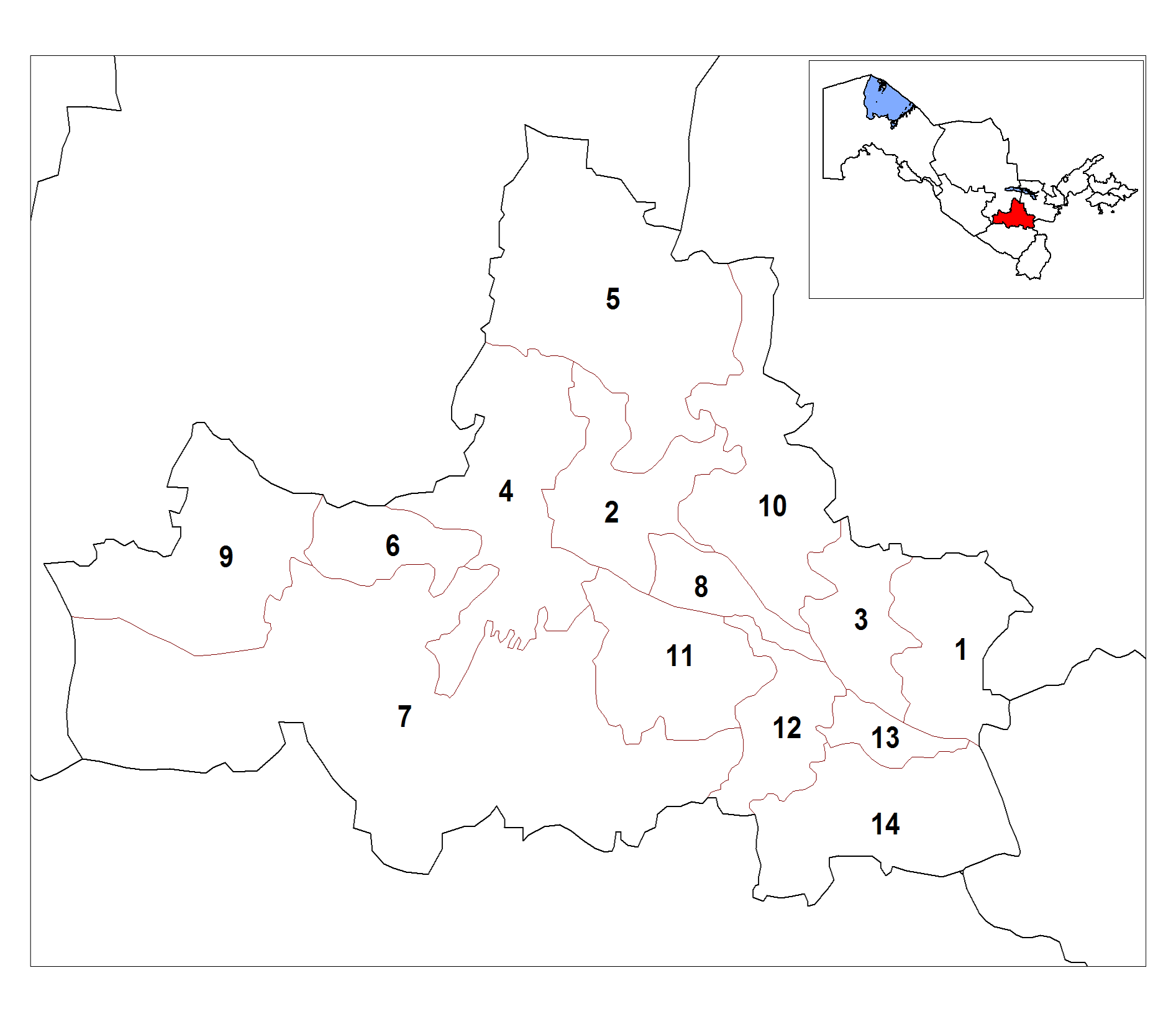
サマルカンド州の地方行政区画

|    | 地区名             | ウズベク語表記 | 行政機関所在地 | ウズベク語表記 |
| -- | ------------------ | -------------- | -------------- | -------------- |
| 1  | ブルングル地区     | Bulungʻur      | ブルングル     | Bulungʻur      |
| 2  | イシュティハン地区 | Ishtixon       | イシュティハン | Ishtixon       |
| 3  | ジャムバイ地区     | Jomboy         | ジャムバイ     | Jomboy         |
| 4  | カッタクルガン地区 | Kattaqoʻrgʻon  | パイシャンバ   | Payshanba      |
| 5  | クシュラバート地区 | Qoʻshrabot     | クシュラバート | Qoʻshrabot     |
| 6  | ナルパイ地区       | Narpay         | アクタシュ     | Oqtosh         |
| 7  | ヌラバード地区     | Nurobod        | ヌラバード     | Nurobod        |
| 8  | アクダリヤ地区     | Oqdaryo        | ライシュ       | Loish          |
| 9  | パフタチ地区       | Paxtachi       | ジヤウーディン | Ziyovuddin     |
| 10 | パヤリク地区       | Payariq        | パヤリク       | Payariq        |
| 11 | パストダルガム地区 | Pastdargʻom    | ジュマ         | Juma           |
| 12 | サマルカンド地区   | Samarqand      | グラバード     | Gulobod        |
| 13 | タイラク地区       | Toyloq         | タイラク       | Toyloq         |
| 14 | ウルグト地区       | Urgut          | ウルグト       | Urgut          |

## 主要都市
- サマルカンド (州都、Samarkand)
- カッタクルガン (Kattaqoʻrgʻon)
- ウルグト (Urgut)
- アクタシュ (Oqtosh)
- ブルングル (Bulungʻur)
- チェレク (Chelak)
- ジャムバイ (Jomboy)
- ジュマ (Juma)
- イシュティハン (Ishtixon)
- ヌラバード (Nurobod)